# Rivière Jacques-Cartier Sud
Pour les articles homonymes, voir Jacques Cartier (homonymie).
La rivière Jacques-Cartier Sud est un cours d'eau affluent de la rivière Jacques-Cartier Nord-Ouest, coulant dans le territoire non organisé de Lac-Jacques-Cartier, dans la municipalité régionale de comté de la La Côte-de-Beaupré, dans la région administrative de la Capitale-Nationale, dans la province de Québec, Canada. Le parcours de la rivière passe notamment dans la réserve faunique des Laurentides. Le plan d'eau de tête est le Petit lac Jacques-Cartier.
La foresterie est la principale activité économique du secteur ; les activités récréo-touristiques, second.
La surface de la rivière Jacques-Cartier Sud (sauf les zones de rapides) est généralement gelée de début décembre à fin mars, mais la circulation sécuritaire sur la glace se fait généralement de fin décembre à début mars.

## Géographie
Les principaux bassins versants voisins de la rivière Jacques-Cartier Sud sont :
- côté nord : rivière Jacques-Cartier Nord-Ouest et le lac Charles-Savary ;
- côté est : rivière Jacques-Cartier Nord-Ouest, rivière Jacques-Cartier et rivière Rocheuse ;
- côté sud : Petit lac Jacques-Cartier, lac Gregory, rivière Tourilli et rivière Sainte-Anne ;
- côté ouest : rivière Jacques-Cartier Nord-Ouest.

La rivière Jacques-Cartier Sud tire sa source au Petit lac Jacques-Cartier (longueur : 3,9 km ; altitude : 674 m, situé dans le territoire non organisé du Lac-Jacques-Cartier, dans la municipalité régionale de comté (MRC) La Côte-de-Beaupré.
À partir du barrage à l'embouchure du Petit lac Jacques-Cartier, la rivière Jacques-Cartier Sud coule sur 6,5 km, avec une dénivellation totale de 24 m, selon les segments suivants :
- 2,5 km vers le nord en formant une courbe vers l’est en recueillant la décharge (venant de l’est) du Lac de l’Écuyer, jusqu’à la décharge (venant du nord) du lac Saint-Hilaire ;
- 4,0 km vers le nord, jusqu'à son embouchure[3].

À partir de la confluence de la rivière Jacques-Cartier Nord-Ouest, le courant coule sur 11,7 km vers l’est, le sud-est, puis vers l’est, en suivant le cours de la rivière Jacques-Cartier Nord-Ouest ; puis sur 60,2 km vers le sud par le cours de la rivière Jacques-Cartier jusqu'à la rive nord-est du fleuve Saint-Laurent.

## Toponymie
Jacques Cartier (Saint-Malo, France, 1491 – Saint-Malo, 1557), explorateur et navigateur, effectue trois voyages au Canada entre 1534 et 1542. Il s'aventure au Nouveau Monde en 1534, chargé par François Ier de trouver de l'or et un passage vers l'Asie. Il explore l'île d'Anticosti, le golfe du Saint-Laurent et, le 24 juillet, il érige une croix dans la baie de Gaspé en signe d'appropriation des lieux. Au cours de son second périple, en 1535, Cartier remonte le fleuve Saint-Laurent jusqu'à Hochelaga (Montréal) et il passe un hiver difficile à Stadaconé (Québec). Enfin, en 1541, sous les ordres de Roberval, Cartier tente d'établir la première colonie française en Amérique. Il se fixe à l'embouchure de la rivière Cap-Rouge qu'il nomme Charlesbourg-Royal. Cartier quitte la colonie en juin 1542, alors que Roberval est en route pour le Canada. Ils se rencontrent à Terre-Neuve, et Cartier choisit de retourner à Saint-Malo
. Premier cartographe du Saint-Laurent, il reconnaît que l'or et les diamants trouvés s'avèrent être de la pyrite de fer et du quartz.
Le toponyme rivière Jacques-Cartier Sud a été officialisé le 28 septembre 2007 à la Banque des noms de lieux de la Commission de toponymie du Québec.